# یوهانس برنر
یوهانس برنر (استونیایی: Johannes Brenner; ۱۶ ژانویهٔ ۱۹۰۶ – ۹ سپتامبر ۱۹۷۵) بازیکن فوتبال اهل استونی بود.
وی به همراه تیم ملی فوتبال استونی در بازی‌های المپیک تابستانی ۱۹۲۴ شرکت کرده است.